# رومالد آردیوآس
رومالد آردیوآس (انگلیسی: Romuald Ardeois؛ زادهٔ ۶ ژوئیهٔ ۱۹۷۳) بازیکن فوتبال اهل فرانسه است.
از باشگاه‌هایی که در آن بازی کرده‌است می‌توان به باشگاه فوتبال آنژه اشاره کرد.